# إيدما (للا عزيزة)
إيدما هي إحدى مشيخات المملكة المغربية، تتبع جغرافيا لإقليم شيشاوة وإداريًا لللا عزيزة. يقدر عدد سكانها بـ 4898 نسمة حسب الإحصاء الرسمي للسكان والسكنى لسنة 2004.